# Estació de Nanu Oya
L'estació de Nanu Oya, Ubicada a una altitud aproximada de 1.200 m al districte de Nuwara Eliya, a la província Central de Sri Lanka. És la 63a estació de la línia principal i és a 206,9 km de Colombo. Tots els trens, inclosos els trens exprés Podi Menike i Udarata Menike, donen servei a l'estació. L'estació era un punt d'encreuament i bifurcació de la línia de ferrocarril de via estreta Udupussallawa que connectava Nanu Oya amb Ragala via Nuwara Eliya.

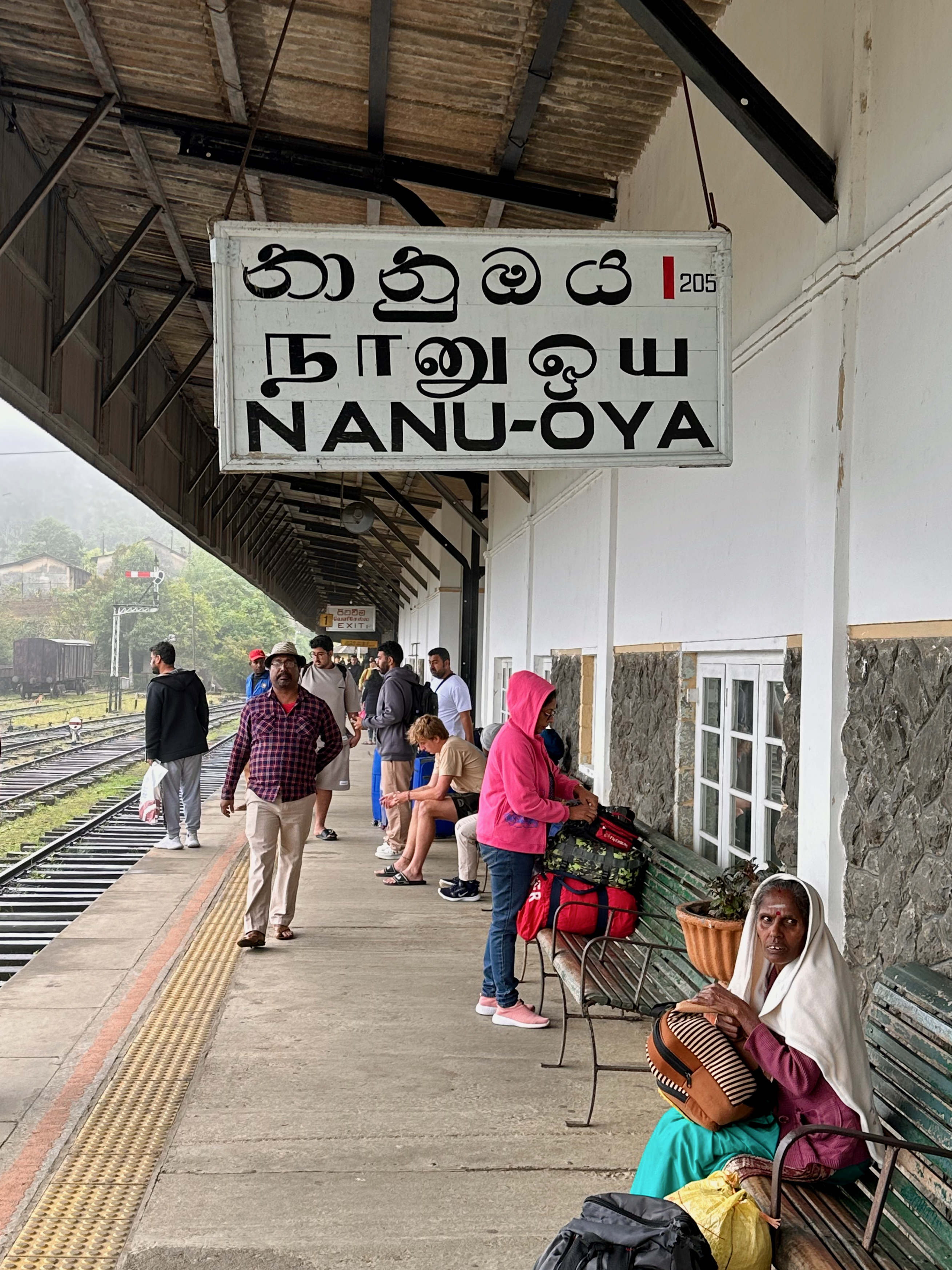
Estació de Nanu Oya

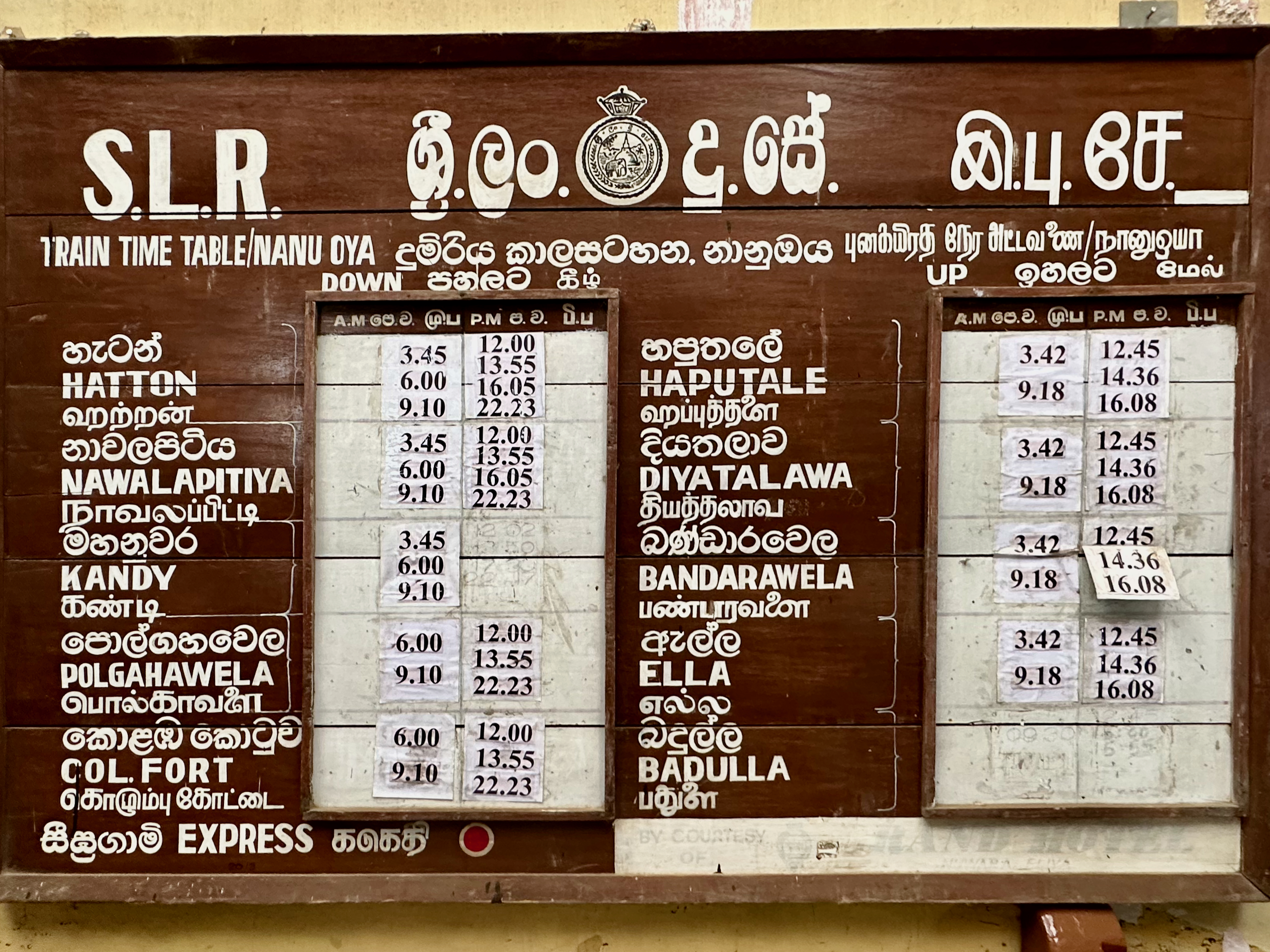
Horari a l'estació de tren de Nanu Oya

L'estació de tren original es va construir l'any 1885 com a terminal de la línia principal, com a part dels 31 km de línia ferroviària que connecta Hatton amb Nanu Oya. Va coincidir amb l'expansió de la xarxa ferroviària de Sri Lanka durant l'era colonial britànica. El 1893 la línia de ferrocarril es va estendre des de Nanu Oya fins a Bandarawela. i el 1903 l'estació es va convertir en una estació d'unió quan es va construir la línia de ferrocarril d'Udupussallawa. El 1948 el govern va decidir tancar el ferrocarril d'Udapussellawa a causa del poc trànsit i les vies van ser totalment eliminades.
El trajecte en tren que parteix de Nanu Oya, sobretot cap a les terres altes, és reconegut per oferir paisatges impressionants. Durant el recorregut, els viatgers poden admirar exuberants plantacions de te, muntanyes emboirades i encantadors poblets. Aquest recorregut és considerat un dels viatges ferroviaris més bells del món, captivant tant als turistes locals com internacionals que volen contemplar la bellesa natural de l'interior de Sri Lanka. Hi ha previst una renovació de l'estació de Nanu Oya amb fons del Patronat de Turisme.